# 代寧魏爾湖

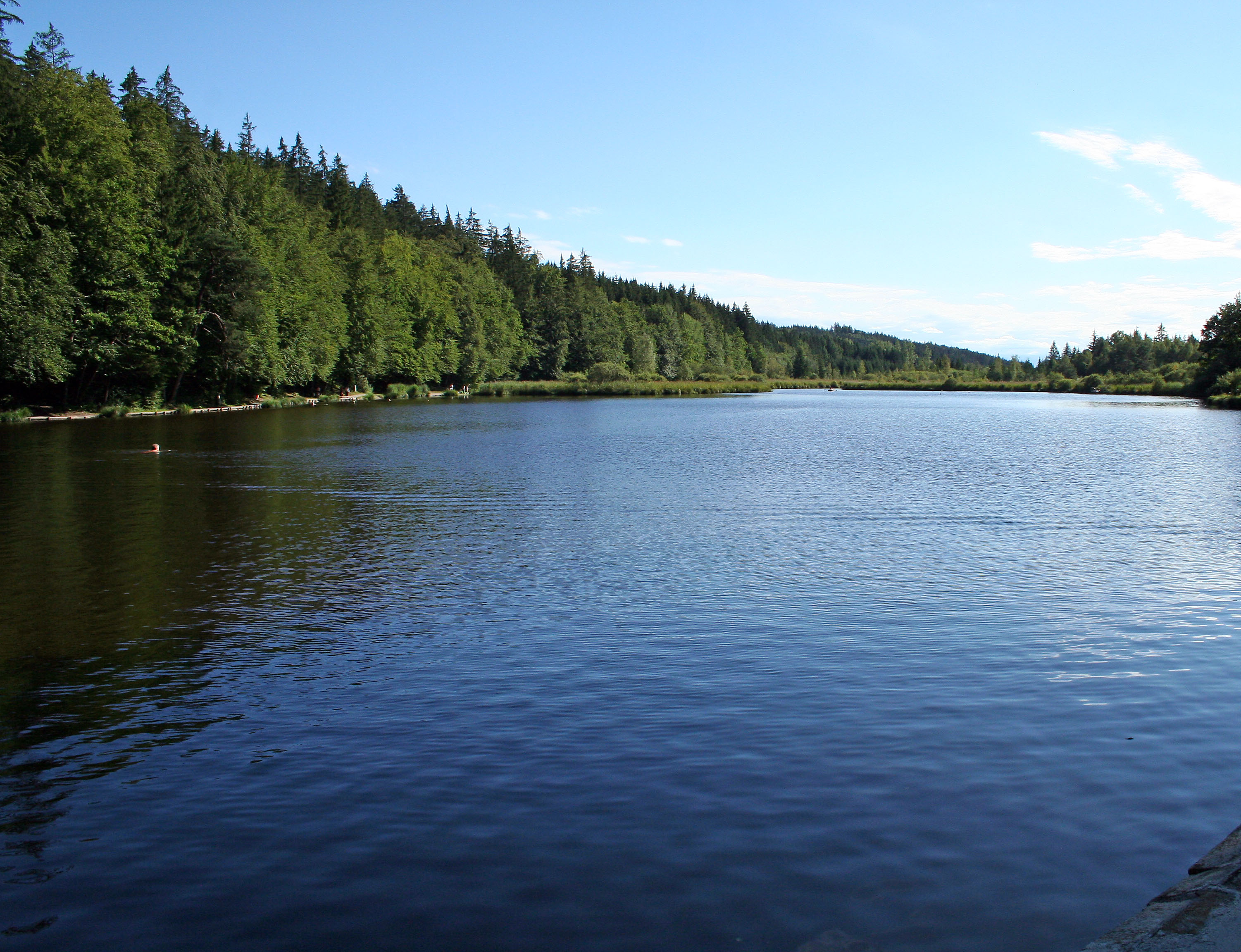

47°57′58″N 11°31′25″E / 47.96611°N 11.52361°E
代寧魏爾湖（德語：Deininger Weiher），是德國的湖泊，位於該國東南部，由巴伐利亞州負責管轄，長0.3公里、寬0.1公里，面積0.03平方公里，海拔高度616米，最大水深1.8米，水體容量4.1萬立方米。